# سانکت اوسوالد-ریدلهوته
سانکت اوسوالد-ریدلهوته (به آلمانی: Sankt Oswald-Riedlhütte) یک شهر در آلمان است که در بایرن واقع شده‌است.

## خصوصیات
سانکت اوسوالد-ریدلهوته ۴۰٫۲۸ کیلومترمربع مساحت دارد ۷۹۱ متر بالاتر از سطح دریا واقع شده‌است.